# Crinera
|  | Per a altres significats, vegeu «Lleó#Crinera». |

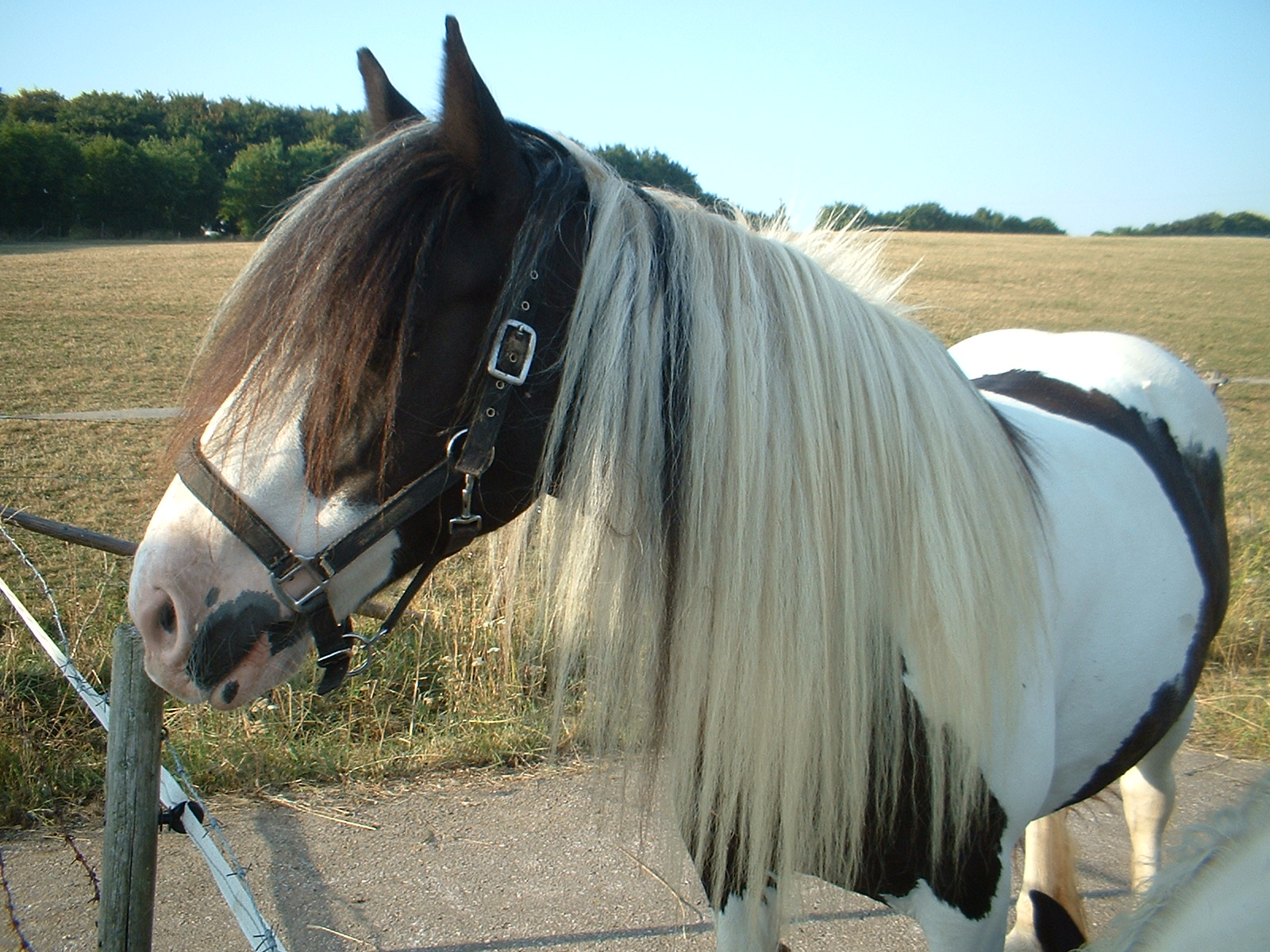
Cavall mostrant la seva crinera formada per crins.

La crinera és el pèl que guarneix el coll d'un cavall o d'un l'altre equí, abastant des de les orelles fins a la creu, i incloent el del front. És més gruixuda i basta que la resta del pèl del cavall, i creix naturalment per a cobrir el coll, encara que l'herència juga el seu paper, donant a alguns cavalls una crinera més llarga i gruixuda, i a uns altres, una més curta i fina.
A alguns cavalls, com ara els usats en circs o en espectacles com Cavalia, se'ls deixa créixer la crinera fins als genolls. A d'altres se'ls afaita completament per estètica per comoditat. No obstant això, quan es deixa créixer lliurement la crinera, aquesta sol arribar a una llargada igual a l'amplada del coll de l'animal. El desgast natural limita la longitud, però la manca de cura també evita que els pèls se separin i es trenquin en excés.
La funció de la crinera és mantenir el coll calent, i possiblement desviar l'aigua del coll de l'animal si aquest no pot resguardar-se quan plou. També proporciona una certa protecció per a la part davantera del cavall contra les mosques, encara que la cua és normalment la primera defensa contra aquest insectes.
Entre les races de cavalls, sol haver-hi grans variacions tant en gruix com en llargada. Els ponis són els que tenen les cabelleres més gruixudes mentre que altres èquids com ara el ruc sovint tenen una crinera molt escassa i fina.